# Губернатор Смоленской области
Губернатор Смоленской области — высшее должностное лицо Смоленской области. Возглавляет высший исполнительный орган государственной власти области — правительство Смоленской области.
Должность появилась в октябре 1991 года.

## Полномочия
Полномочия губернатора Смоленской области регламентированы статьёй 34 Устава (Основного Закона) Смоленской области:
- осуществляет в пределах своих полномочий меры по реализации, обеспечению и защите прав и свобод человека и гражданина, охране собственности и общественного порядка, борьбе с преступностью;
- представляет Смоленскую область в отношениях с федеральными органами государственной власти, органами государственной власти субъектов Российской Федерации, органами местного самоуправления и при осуществлении внешнеэкономических связей, при этом вправе подписывать договоры и соглашения от имени Смоленской области;
- обнародует областные законы, удостоверяя их обнародование путем подписания областных законов, либо отклоняет областные законы, принятые Смоленской областной Думой;
- формирует Правительство Смоленской области в соответствии с областным законодательством и принимает решение об отставке Правительства Смоленской области;
- представляет в Смоленскую областную Думу ежегодные отчеты о результатах деятельности Правительства Смоленской области, в том числе по вопросам, поставленным Смоленской областной Думой;
- издает указ об отрешении от должности главы муниципального образования или главы местной администрации в случаях и в срок, установленные Федеральным законом от 6 октября 2003 года N 131-ФЗ «Об общих принципах организации местного самоуправления в Российской Федерации» (далее по тексту — Федеральный закон «Об общих принципах организации местного самоуправления в Российской Федерации»);
- вносит в Смоленскую областную Думу проект областного закона о роспуске представительного органа муниципального образования в случае и в срок, установленные Федеральным законом «Об общих принципах организации местного самоуправления в Российской Федерации»;
- вправе требовать созыва внеочередного заседания Смоленской областной Думы, а также созывать вновь избранную Смоленскую областную Думу на первое заседание ранее срока, установленного настоящим Уставом;
- вправе участвовать в работе Смоленской областной Думы с правом совещательного голоса;
- обеспечивает координацию деятельности органов исполнительной власти Смоленской области с иными органами государственной власти Смоленской области и в соответствии с законодательством Российской Федерации может организовывать взаимодействие органов исполнительной власти Смоленской области с федеральными органами исполнительной власти и их территориальными органами, органами местного самоуправления и общественными объединениями;
- вносит законопроекты в Смоленскую областную Думу;
- представляет Смоленской областной Думе проекты областного бюджета, программ социально-экономического развития Смоленской области, а также отчеты об их исполнении;
- распределяет обязанности между первыми заместителями Губернатора Смоленской области, заместителями Губернатора Смоленской области;
- назначает в установленном федеральным и областным законами порядке половину членов избирательной комиссии Смоленской области с правом решающего голоса;
- осуществляет иные полномочия в соответствии с федеральными законами, настоящим Уставом и областными законами.

## Список губернаторов Смоленской области
1. Фатеев Валерий Петрович — октябрь 1991 г. — 29 апреля 1993 г.
2. Глушенков Анатолий Егорович — 29 апреля 1993 г. — 1 июня 1998 г.
3. Прохоров Александр Дмитриевич — 1 июня 1998 г. — 24 мая 2002 г.
4. Маслов Виктор Николаевич — 24 мая 2002 г. — 19 декабря 2007 г.
5. Антуфьев Сергей Владимирович — 19 декабря 2007 г. — 20 апреля 2012 г.
6. Островский Алексей Владимирович — 26 апреля 2012 г. — 17 марта 2023 г. (и. о. 20 — 26 апреля 2012 г.)
7. Анохин Василий Николаевич — с 20 сентября 2023 г. (и. о. 17 марта — 20 сентября 2023 г.)